# Iuri Drohobîci
Iuri Drohobîci (în ucraineană Юрій Дрогобич) sau Iuri Kotermak (în ucraineană Юрій Котермак), de asemenea în latină Georgius Drohobicz de Russia (n. 1450, Drohobîci; d. 4 august 1494, Cracovia), a fost un filozof, astronom, astrolog și primul doctor rutean în medicină. Este considerat autorul slav-răsăritean al primei cărți chirilice tipărite.

## Biografie
Iuri Kotermak a crescut în Drohobîci și în 1473 era absolvent al Universității Jagiellone. Și-a obținut diploma universitară (1476) și doctoratul (1482) în medicină la Universitatea din Bologna, unde a lucrat și ca rector între 1481 și 1482, predând astronomie și medicină.
Întors la Cracovia, a predat din 1487 ca profesor de medicină la universitatea locală.
În februarie 1483, lucrarea sa Judicium prenasticon Magistri Georgii Drogobicz de Russia a fost publicată la Roma, și este astăzi considerată prima carte tipărită de un ucrainean. Pe lângă unele prognoze astrologice, a tratat subiecte din geografie, astronomie și meteorologie.